# Präsidentschaftswahl in Kiribati 2016
Die Präsidentschaftswahl in Kiribati 2016 fand am 9. März 2016 anschließend an die am 30. Dezember 2015 und 7. Januar 2016 durchgeführte Parlamentswahl in Kiribati 2015–16 zum elften Maneaba ni Maungatabu für die Amtszeit von 2016 bis 2019 statt.

## Kandidaten
Zur Wahl standen Taneti Mamau von der Tobwaan Kiribati Party (TKP), Rimeta Beniamina von der United Coalition Party (Karikirakean Te I-Kiribati, KTK), jedoch von der The Pillars of Truth (Boutokaan Te Koaua, BTK) nominiert, sowie Tianeti Ioane, ebenfalls von der Partei The Pillars of Truth.

## Wahlbeteiligung
Die Wahlbeteiligung in den 23 Wahlbezirken lag bei ungefähr 68 % der rund 40.000 registrierten Wähler.

## Wahlergebnis
Neuer Präsident wurde der aus Onotoa stammende Taneti Mamau mit rund 60 % der Stimmen. Er schlug damit den hauptsächlichen Gegenkandidaten Rimeta Beniamina, der rund 38,6 % der Stimmen auf sich vereinigen konnte. Tianeti Ioane erhielt knapp 1,5 %.
| Kandidaten        | Kandidaten        | Parteien                     | Stimmen | %    |
| ----------------- | ----------------- | ---------------------------- | ------- | ---- |
|                   | Taneti Mamau      | Tobwaan Kiribati Party (TKP) | 19.833  | 60,0 |
|                   | Rimeta Beniamina  | The Pillars of Truth         | 12.764  | 38,6 |
|                   | Tianeti Ioane     | The Pillars of Truth         | 482     | 1,5  |
| Gesamt            | Gesamt            | Gesamt                       | 33.079  | 100  |
|                   |                   |                              |         |      |
| Ungültige Stimmen | Ungültige Stimmen | Ungültige Stimmen            | 168     | 0,5  |
| Wähler            | Wähler            | Wähler                       | 33.247  | –    |
|                   |                   |                              |         |      |
| Quellen:          |                   |                              |         |      |

## Wahlergebnis nach Wahlbezirk
Ein Pluszeichen bedeutet den Gewinn des Wahlbezirks. Mamau setzte sich in 16 Wahlbezirken durch, Beniamina in 7 Wahlbezirken. 
| Wahlbezirk (Insel/Atoll)                     | Taneti Mamau (Onotoa) | Rimeta Beniamina (Nikunau) | Tianeti Ioane |
| -------------------------------------------- | --------------------- | -------------------------- | ------------- |
| Teraina                                      | +                     |                            |               |
| Tabuaeran                                    |                       | +                          |               |
| Tamana                                       |                       | +                          |               |
| Arorae                                       |                       | +                          |               |
| Banaba                                       | +                     |                            |               |
| Makin                                        | +                     |                            |               |
| Kuria                                        | +                     |                            |               |
| Tabiteuea South                              |                       | +                          |               |
| Aranuka                                      | +                     |                            |               |
| Maiana                                       |                       | +                          |               |
| Marakei                                      | +                     |                            |               |
| Nikunau                                      |                       | +                          |               |
| Abaiang                                      | +                     |                            |               |
| Kiritimati                                   | +                     |                            |               |
| Tabiteuea North                              | +                     |                            |               |
| Tarawa North                                 | +                     |                            |               |
| Abemama                                      | +                     |                            |               |
| Nonouti                                      |                       | +                          |               |
| Beru                                         | +                     |                            |               |
| Onotoa                                       | +                     |                            |               |
| Butaritari                                   | +                     |                            |               |
| Tarawa South (Teinainano Urban Council, TUC) | +                     |                            |               |
| Betio Town Council (BTC)                     | +                     |                            |               |
| Gesamt                                       |                       |                            |               |
| Quelle:                                      |                       |                            |               |